# Miegriega
Miegriega (ros. Мегрега) – wieś (dieriewnia) w Rosji, w Karelii, w rejonie ołonieckim. W 2010 liczyła 697 mieszkańców.